# پارک وون سون
پارک وون سون (کره‌ای: 박원순؛ ۲۶ مارس ۱۹۵۶  –  ۹ ژوئیه ۲۰۲۰) سیاستمدار، نیکوکار، فعال و حقوقدان اهل کرهٔ جنوبی بود که از سال ۲۰۱۱ تا زمان مرگش در ژوئیهٔ سال ۲۰۲۰ به عنوان شهردار سئول خدمت کرده بود. او عضو حزب مینجوی کرهٔ جنوبی بود و نخستین‌بار در سال ۲۰۱۱ به عنوان شهرداد انتخاب شد و در سال ۲۰۱۴ و ۲۰۱۸ دوباره انتخاب شد.
پیش از انتخاب شدن به عنوان شهردار، پارک فعال اجتماعی بود. وی عضو کمیسیون حقیقت و آشتی و یک عضو برجستهٔ سیاسی در سئول بود.

## اوایل زندگی
پارک در ۲۶ مارس ۱۹۵۶ در چانگنیونگ کرهٔ جنوبی زاده شد. وی در سال ۱۹۷۱ در دبیرستان کیونگی (Kyunggi) ثبت نام کرد و در سال ۱۹۷۴ فارغ‌التحصیل شد.
در ابتدا، برای به دست آوردن لیسانس بی‌ای وارد دانشگاه ملی سئول شد، با این حال به دلیل اعتراضی که دربارهٔ دیکتاتوری شبه‌نظامی رئیس‌جمهور پارک چونگ هی انجام داد، به مدت چهار ماه اخراج و دستگیر شد. وی بعداً لیسانس هنر خود را در دانشگاه دانکوک به دست آورد. او همچنین دیپلم خود را در رشتهٔ حقوق بین‌الملل در دانشکدهٔ اقتصاد لندن در دانشگاه لندن در سال ۱۹۹۱ به دست آورد.

## زندگی شخصی
پارک با کانگ نان هی ازدواج کرد. وی در سال ۲۰۰۶ جایزهٔ رامون مگسایس را دریافت کرد.

### مرگ
در تاریخ ۹ ژوئیهٔ سال ۲۰۲۰، دختر پارک به پلیس گزارش داد که پدرش شب گذشته از خانه خارج شده و برنگشته است. طبق گزارش‌های وی، آن روز او مرخصی گرفته و آخرین در ساعت ۵:۱۷ بعد از ظهر دیده شد. یک روز پیش از ناپدید شدن وی، پارک به جرم آزار و اذیت جنسی متهم شده بود. با جستجوی پلیس با استفاده از سگ و هواپیماهای بدون سرنشین حدود نیمه شب، جسد وی در نزدیکی سوکجونگمان در شمال سئول پیدا شد.